# Graniczna (Milanówek)
Graniczna – część miasta Milanówek, w województwie mazowieckim, w powiecie grodziskim.
Leży we wschodniej części miasta, w rejonie ulic Granicznej i Długiej.
Znajduje się tu zlikwidowany w 1995 roku przystanek kolejowy Milanówek Graniczna.